# Mattino (Comolli)
Mattino  è un dipinto di Gigi Comolli. Eseguito nel 1938, appartiene alle collezioni d'arte della Fondazione Cariplo.

## Descrizione
In questo paesaggio di campagna Comolli ricorre a un espediente ricorrente nella sua pittura, ossia il susseguirsi di più piani prospettici: una prima fascia di prato in ombra, una seconda in piena luce e infine la montagna quasi confusa con il cielo. Si tratta di un dipinto dalla notevole freschezza compositiva, cromatica e luministica, memore della lezione di pittori ottocenteschi quali Constable, Corot, Rousseau, Fontanesi e Segantini.